# Kanton Saint-Rome-de-Tarn
Saint-Rome-de-Tarn is een voormalig kanton van het Franse departement Aveyron. Het kanton maakte deel uit van het arrondissement Millau. Het werd opgeheven bij decreet van 21 februari 2014 met uitwerking op 22 maart 2015.

## Gemeenten
Het kanton Saint-Rome-de-Tarn omvatte de volgende gemeenten:
- Ayssènes
- Broquiès
- Brousse-le-Château
- Les Costes-Gozon
- Lestrade-et-Thouels
- Saint-Rome-de-Tarn (hoofdplaats)
- Saint-Victor-et-Melvieu
- Le Truel